# Selección de baloncesto de Croacia
La selección de baloncesto de Croacia (en croata: Hrvatska košarkaška reprezentacija) es el equipo formado por jugadores de nacionalidad croata que representa a la Federación Croata de Baloncesto en las competiciones internacionales organizadas por la Federación Internacional de Baloncesto (FIBA) o el Comité Olímpico Internacional (COI): los Juegos Olímpicos, la Copa Mundial de Baloncesto y el EuroBasket.
El mayor éxito que logró Croacia fue en los Juegos Olímpicos de Barcelona 1992, cuando el equipo llegó a la final contra Estados Unidos y ganó la medalla de plata. Croacia también ganó una medalla de bronce en la Copa Mundial FIBA y dos medallas de bronce en el EuroBasket.
Los croatas Krešimir Ćosić, Dražen Petrović, Dino Rađa, Mirko Novosel y Toni Kukoč son miembros del Salón de la Fama del Baloncesto Naismith Memorial. Ćosić fue incorporado en 1996, Petrović en 2002, Rađa en 2018 y Kukoč en 2021, todos como jugadores. Novosel fue admitido en 2007 como entrenador. Petrović, Ćosić, Kukoč y Novosel son miembros del Salón de la Fama FIBA. Ćosić es también el único croata que ha recibido la Orden del Mérito FIBA. Ćosić, sin embargo, nunca jugó para la selección de Croacia. Como solo era miembro de la selección nacional de Yugoslavia, ostentaba el récord de número de medallas (incluido el oro olímpico) y de mayor número de partidos jugados por un jugador.

## Historia

### Antes de la independencia de Croacia
Croacia jugó su primer partido amistoso no oficial el 2 de junio de 1964 en Karlovac. El equipo croata jugó contra el All Star Team de Estados Unidos y perdió 65-110 (31-50). Los jugadores estadounidenses entrenados por Red Auerbach fueron Bob Cousy, Tom Heinsohn, K.C. Jones, Jerry Lucas, Bob Pettit, Oscar Robertson y Bill Russell y el equipo croata estuvo formado por Giuseppe Gjergja, Nemanja Đurić, Živko Kasun, Zlatko Kiseljak, Slobodan Kolaković, Dragan Kovačić, Boris Križan, Stjepan Ledić, Mirko Novosel, Marko Ostarčević, Petar Skansi y Željko Troskot.

### Croacia independiente
Después de la independencia de Croacia en 1991, el primer torneo oficial jugado por croatas fueron los Juegos Olímpicos de 1992 en Barcelona. Croacia derrotó al equipo de la CEI 75–74 y llegó a la final contra el Dream Team de Estados Unidos liderado por Michael Jordan. Estados Unidos ganó 85-117, pero Croacia ganó su primera medalla en un torneo importante de la historia.
La siguiente competición para Croacia fue el EuroBasket de 1993 en Alemania. Trágicamente, antes del torneo, Dražen Petrović murió en un accidente automovilístico el 7 de junio de 1993 a la edad de 28 años. Croacia aún logró llegar al juego por la medalla de bronce para derrotar a Grecia 99–59.
Croacia obtuvo su tercera medalla en la Copa Mundial FIBA 1994 en Canadá. Croacia perdió su partido de semifinales contra Rusia 64–66, pero volvió a vencer a Grecia 78–60 por la medalla de bronce. Algo similar ocurrió en el EuroBasket de 1995 en Grecia. Croacia perdió en semifinales 80-90 contra Lituania, pero venció a Grecia 73-68 por tercera vez consecutiva en un partido por la medalla de bronce. Esa medalla hasta la fecha fue la última medalla croata en un torneo importante. En los Juegos Olímpicos de Atlanta 1996, Croacia terminó en un séptimo lugar por debajo del promedio.

### Descenso
En el EuroBasket de 1997 en España surgió la nueva generación croata, pero terminó en el puesto 11. Croacia no logró clasificarse para los Juegos Olímpicos de 2000, 2004 y 2012, pero terminó sexta en 2008. Croacia tampoco logró clasificarse para los Mundiales de 1998, 2002 y 2006. Aunque el equipo sí logró clasificarse en 2010, antes de caer en octavos de final. Sin embargo, en el EuroBasket 2013, Croacia tuvo su mejor aparición en un torneo desde 1995, donde el equipo terminó en cuarto lugar.

## Plantilla
- Lista de jugadores convocados que disputaron el Torneo de Preclasificación Olímpica FIBA 2023.[9]

| Croacia                 | Croacia           | Croacia | Croacia | Croacia | Croacia               |
| Num                     | Jugador           | Pos     | Altura  | Edad    | Equipo                |
| ----------------------- | ----------------- | ------- | ------- | ------- | --------------------- |
| 1                       | Toni Perković     | E       | 1,91 m  | 25      | Orleans               |
| 2                       | Goran Filipović   | B       | 1,80 m  | 26      | Básquet Coruña        |
| 3                       | Jaleen Smith      | B       | 1,93 m  | 28      | Virtus Bologna        |
| 4                       | Borna Kapusta     | B       | 1,83 m  | 27      | SC Derby              |
| 5                       | Roko Prkačin      | AP      | 2,01 m  | 20      | Bàsquet Girona        |
| 8                       | Mario Hezonja     | E       | 2,00 m  | 28      | Real Madrid           |
| 9                       | Dario Šarić       | AP      | 2,07 m  | 29      | Golden State Warriors |
| 18                      | Roko Badžim       | E       | 1,97 m  | 25      | Konyaspor             |
| 23                      | Mateo Drežnjak    | E       | 1,96 m  | 24      | SC Derby              |
| 24                      | Dario Drežnjak    | A       | 2,00 m  | 25      | KK Zadar              |
| 40                      | Ivica Zubac       | P       | 2,16 m  | 26      | Los Angeles Clippers  |
| 98                      | Krešimir Ljubičić | P       | 2,10 m  | 25      | KK Split              |
| Entrenador: Josip Sesar |                   |         |         |         |                       |

## Partidos

### Próximos encuentros
| Fecha                   | Ciudad                          | Competición                     | Local                |                                 | Resultado |                                 | Visitante            |
| ----------------------- | ------------------------------- | ------------------------------- | -------------------- | ------------------------------- | --------- | ------------------------------- | -------------------- |
| 23 de febrero de 2023   | Friburgo                        | Clasificatorio EuroBasket 2025  | Suiza                | Bandera de Suiza                | 56:64     | Bandera de Croacia              | Croacia              |
| 26 de febrero de 2023   | Split                           | Clasificatorio EuroBasket 2025  | Croacia              | Bandera de Croacia              | 84:74     | Bandera de Austria              | Austria              |
| 19 de julio de 2023     | Opatija                         | Clasificatorio EuroBasket 2025  | Croacia              | Bandera de Croacia              | 89:49     | Bandera de Irlanda              | Irlanda              |
| 22 de julio de 2023     | Opatija                         | Clasificatorio EuroBasket 2025  | Croacia              | Bandera de Croacia              | 98:62     | Bandera de Luxemburgo           | Luxemburgo           |
| 29 de julio de 2023     | Dublín                          | Clasificatorio EuroBasket 2025  | Irlanda              | Bandera de Irlanda              | 61:95     | Bandera de Croacia              | Croacia              |
| 2 de agosto de 2023     | Luxemburgo                      | Clasificatorio EuroBasket 2025  | Luxemburgo           | Bandera de Luxemburgo           | 79:91     | Bandera de Croacia              | Croacia              |
| 13 de agosto de 2023    | Estambul                        | Preclasificatorio Olímpico 2023 | Croacia              | Bandera de Croacia              | 86:55     | Bandera de Bélgica              | Bélgica              |
| 14 de agosto de 2023    | Estambul                        | Preclasificatorio Olímpico 2023 | Suecia               | Bandera de Suecia               | 67:99     | Bandera de Croacia              | Croacia              |
| 16 de agosto de 2023    | Estambul                        | Preclasificatorio Olímpico 2023 | Países Bajos         | Bandera de los Países Bajos     | 81:89     | Bandera de Croacia              | Croacia              |
| 18 de agosto de 2023    | Estambul                        | Preclasificatorio Olímpico 2023 | Croacia              | Bandera de Croacia              | 85:70     | Bandera de Ucrania              | Ucrania              |
| 20 de agosto de 2023    | Estambul                        | Preclasificatorio Olímpico 2023 | Turquía              | Bandera de Turquía              | 71:84     | Bandera de Croacia              | Croacia              |
| 23 de febrero de 2024   | Brest                           | Clasificatorio EuroBasket 2025  | Francia              | Bandera de Francia              | :         | Bandera de Croacia              | Croacia              |
| 26 de febrero de 2024   | Rijeka                          | Clasificatorio EuroBasket 2025  | Croacia              | Bandera de Croacia              | :         | Bandera de Chipre               | Chipre               |
| 2 de julio de 2024      | El Pireo                        | Torneo Preolímpico FIBA 2024    | Eslovenia            | Bandera de Eslovenia            | :         | Bandera de Croacia              | Croacia              |
| 3 de julio de 2024      | El Pireo                        | Torneo Preolímpico FIBA 2024    | Croacia              | Bandera de Croacia              | :         | Bandera de Nueva Zelanda        | Nueva Zelanda        |
| 21 de noviembre de 2024 | Bandera de Croacia              | Clasificatorio EuroBasket 2025  | Croacia              | Bandera de Croacia              | :         | Bandera de Bosnia y Herzegovina | Bosnia y Herzegovina |
| 24 de noviembre de 2024 | Bandera de Bosnia y Herzegovina | Clasificatorio EuroBasket 2025  | Bosnia y Herzegovina | Bandera de Bosnia y Herzegovina | :         | Bandera de Croacia              | Croacia              |
| 21 de febrero de 2025   | Bandera de Croacia              | Clasificatorio EuroBasket 2025  | Croacia              | Bandera de Croacia              | :         | Bandera de Francia              | Francia              |
| 24 de febrero de 2025   | Bandera de Chipre               | Clasificatorio EuroBasket 2025  | Chipre               | Bandera de Chipre               | :         | Bandera de Croacia              | Croacia              |

## Entrenadores
| - Petar Skansi: 1992 - Mirko Novosel: 1993 - Josip Đerđa: 1994 - Aleksandar Petrović: 1995 - Petar Skansi: 1996–1998 - Boško Božić: 1999 - Aleksandar Petrović: 1999–2001 |  | - Neven Spahija: 2001–2005 - Jasmin Repeša: 2005–2009 - Josip-Jerko Vranković: 2010–2011 - Jasmin Repeša: 2012–2014 - Velimir Perasović: 2015 - Aleksandar Petrović: 2016–2017 - Ivica Skelin: 2017–2018 |  | - Dražen Anzulović: 2018–2019 - Veljko Mršić: 2019–2022 - Damir Mulaomerović: 2022 - Aleksandar Petrović: 2022–2023 - Josip Sesar: 2023–presente |

## Jugadores destacados
| - Petar Skansi - Rato Tvrdić - Nikola Plećaš - Vinko Jelovac - Zoran Čutura - Branko Skroče - Mihovil Nakić - Andro Knego |  | - Damir Šolman - Krešimir Ćosić - Željko Jerkov - Josip Đerđa - Aleksandar Petrović - Dražen Petrović - Toni Kukoč |  | - Dino Rađa - Stojan Vranković - Velimir Perasović - Arijan Komazec - Franjo Arapović - Žan Tabak - Danko Cvjetičanin |

## Plantillas anteriores
- Juegos Olímpicos 1992: finalizó 2°  de 12 equipos.

Dražen Petrović, Velimir Perasović, Danko Cvjetičanin, Toni Kukoč, Vladan Alanović, Franjo Arapović, Žan Tabak, Stojko Vranković, Alan Gregov, Arijan Komazec, Dino Rađa, Aramis Naglić. Entrenador: Petar Skansi
- EuroBasket 1993: finalizó 3°  de 16 equipos.

Velimir Perasović, Alan Gregov, Ivica Žurić, Vladan Alanović, Franjo Arapović, Žan Tabak, Stojko Vranković, Danko Cvjetičanin, Arijan Komazec, Dino Rađa, Emilio Kovačić, Veljko Mršić. Entrenador: Mirko Novosel
- Campeonato Mundial 1994: finalizó 3°  de 16 equipos.

Josip Vranković, Alan Gregov, Arijan Komazec, Toni Kukoč, Vladan Alanović, Ivica Žurić, Davor Pejčinović, Stojko Vranković, Danko Cvjetičanin, Miro Jurić, Dino Rađa, Veljko Mršić. Entrenador: Josip Đerđa
- EuroBasket 1995: finalizó 3°  de 14 equipos.

Josip Vranković, Velimir Perasović, Arijan Komazec, Toni Kukoč, Vladan Alanović, Ivica Marić, Ivica Žurić, Stojko Vranković, Alan Gregov, Veljko Mršić, Dino Rađa, Davor Pejčinović. Entrenador: Aleksandar Petrović
- Juegos Olímpicos 1996: finalizó 7° de 12 equipos.

Arijan Komazec, Damir Mulaomerović, Davor Marcelić, Dino Rađa, Josip Vranković, Slaven Rimac, Stojko Vranković, Toni Kukoč, Velimir Perasović, Veljko Mršić, Vladan Alanović, Žan Tabak. Entrenador: Petar Skansi
- EuroBasket 1997: finalizó 11° de 16 equipos.

Josip Sesar, Damir Mulaomerović, Gordan Giriček, Damir Milačić, Vladan Alanović, Slaven Rimac, Emilio Kovačić, Davor Pejčinović, Siniša Kelečević, Nikola Prkačin, Ivan Grgat, Davor Marcelić. Entrenador: Petar Skansi
- EuroBasket 1999: finalizó 9° de 16 equipos.

Vladimir Krstić, Damir Mulaomerović, Veljko Mršić, Toni Kukoč, Nikola Prkačin, Gordan Zadravec, Gordan Giriček, Joško Poljak, Jurica Ružić, Ivan Tomeljak, Nikola Vujčić, Hrvoje Henjak. Entrenador: Boško Božić
- EuroBasket 2001: finalizó 7° de 16 equipos.

Damir Mulaomerović, Josip Vranković, Josip Sesar, Veljko Mršić, Nikola Prkačin, Vladimir Krstić, Gordan Giriček, Emilio Kovačić, Mate Skelin, Matej Mamić, Nikola Vujčić, Žan Tabak. Entrenador: Aleksandar Petrović
- EuroBasket 2003: finalizó 11° de 16 equipos.

Damir Mulaomerović, Marino Baždarić, Marko Popović, Sandro Nicević, Nikola Prkačin, Zoran Planinić, Gordan Giriček, Hrvoje Perinčić, Andrija Žižić, Matej Mamić, Dalibor Bagarić, Mate Skelin. Entrenador: Neven Spahija
- EuroBasket 2005: finalizó 7° de 16 equipos.

Mario Kasun, Roko Ukić, Marko Popović, Nikola Vujčić, Nikola Prkačin, Andrija Žižić, Gordan Giriček, Zoran Planinić, Marko Tomas, Matej Mamić, Dalibor Bagarić, Damir Rančić. Entrenador: Neven Spahija
- EuroBasket 2007: finalizó 6° de 16 equipos.

Roko Ukić, Davor Kus, Marko Popović, Marin Rozić, Nikola Prkačin, Marko Tomas, Zoran Planinić, Mario Stojić, Damir Markota, Marko Banić, Mario Kasun, Stanko Barać. Entrenador: Jasmin Repeša
- Juegos Olímpicos 2008: finalizó 6° de 12 equipos.

Roko Ukić, Davor Kus, Marko Popović, Marin Rozić, Nikola Prkačin, Marko Tomas, Zoran Planinić, Sandro Nicević, Damjan Rudež, Marko Banić, Krešimir Lončar, Stanko Barać. Entrenador: Jasmin Repeša
- EuroBasket 2009: finalizó 6° de 16 equipos.

Roko Ukić, Davor Kus, Marko Popović, Nikola Vujčić, Nikola Prkačin, Marin Rozić, Zoran Planinić, Mario Stojić, Krešimir Lončar, Marko Banić, Sandro Nicević, Mario Kasun. Entrenador: Jasmin Repeša
- Campeonato Mundial 2010: finalizó 14° de 24 equipos.

Roko Ukić, Davor Kus, Marko Popović, Bojan Bogdanović, Rok Stipčević, Marko Tomas, Zoran Planinić, Ante Tomić, Krešimir Lončar, Marko Banić, Luka Žorić, Lukša Andrić. Entrenador: Josip Vranković
- EuroBasket 2011: finalizó 13° de 24 equipos.

Ante Tomić, Lukša Andrić, Marko Popović, Bojan Bogdanović, Rok Stipčević, Marko Tomas, Dontaye Draper, Krunoslav Simon, Damir Markota, Damjan Rudež, Luka Žorić, Stanko Barać. Entrenador: Josip Vranković
- EuroBasket 2013: finalizó 4° de 24 equipos.

Ante Tomić, Lukša Andrić, Dontaye Draper, Bojan Bogdanović, Dario Šarić, Damjan Rudež, Roko Ukić, Krunoslav Simon, Damir Markota, Mario Delaš, Luka Žorić, Ante Delaš. Entrenador: Jasmin Repeša
- Copa Mundial 2014: finalizó 10° de 24 equipos.

Ante Tomić, Lukša Andrić, Oliver Lafayette, Bojan Bogdanović, Dario Šarić, Damjan Rudež, Roko Ukić, Krunoslav Simon, Damir Markota, Mario Hezonja, Luka Žorić, Luka Babić. Entrenador: Jasmin Repeša
- EuroBasket 2015: finalizó 9° de 24 equipos.

Ante Tomić, Damjan Rudež, Rok Stipčević, Bojan Bogdanović, Dario Šarić, Marko Tomas, Roko Ukić, Krunoslav Simon, Dontaye Draper, Miro Bilan, Luka Žorić, Mario Hezonja. Entrenador: Velimir Perasović
- Juegos Olímpicos 2016: finalizó 5° de 12 equipos.

Luka Babić, Filip Krušlin, Rok Stipčević, Krunoslav Simon, Mario Hezonja, Dario Šarić, Roko Ukić, Darko Planinić, Miro Bilan, Željko Šakić, Marko Arapović, Bojan Bogdanović. Entrenador: Aleksandar Petrović
- EuroBasket 2017: finalizó 10° de 24 equipos.

Filip Krušlin, Marko Popović, Krunoslav Simon, Dario Šarić, Roko Ukić, Luka Žorić, Darko Planinić, Dragan Bender, Ivan Buva, Ivan Ramljak, Marko Tomas, Bojan Bogdanović. Entrenador: Aleksandar Petrović
- Torneo Preolímpico 2020 (Split): finalizó 4° de 6 equipos.

Miro Bilan, Mario Hezonja, Roko Ukić, Pavle Marčinković, Darko Planinić, Mateo Drežnjak, Luka Babić, Roko Rogić, Željko Šakić, Ante Žižić, Bojan Bogdanović, Antonio Jordano. Entrenador: Veljko Mršić
- EuroBasket 2022: finalizó 12° de 24 equipos.

Toni Perković, Jaleen Smith, Roko Prkačin, Krunoslav Simon, Mario Hezonja, Dario Šarić, Lovro Gnjidić, Karlo Matković, Ivan Ramljak, Dominik Mavra, Ivica Zubac, Bojan Bogdanović. Entrenador: Damir Mulaomerović
- Torneo de Preclasificación Olímpica FIBA 2023 (Turquía): finalizó 1° de 8 equipos.

Toni Perković, Goran Filipović, Jaleen Smith, Borna Kapusta, Roko Prkačin, Mario Hezonja, Dario Šarić, Roko Badžim, Mateo Drežnjak, Dario Drežnjak, Ivica Zubac, Krešimir Ljubičić. Entrenador: Josip Sesar

## Historial

### Copa Mundial
Resultado General: No ocupa puesto
| Copa Mundial de Baloncesto |
| --- |
| - 1950: No calificó - 1954: No calificó - 1959: No calificó - 1963: No calificó - 1967: No calificó - 1970: No calificó - 1974: No calificó - 1978: No calificó - 1982: No calificó - 1986: No calificó - 1990: No calificó - 1994: - 1998: No calificó - 2002: No calificó - 2006: No calificó - 2010: 14° Lugar - 2014: 10° Lugar - 2019: No calificó - 2023: No calificó - 2027: TBD |

### Juegos Olímpicos
| Baloncesto en los Juegos Olímpicos |
| --- |
| - Berlín 1936: No calificó - Londres 1948: No calificó - Helsinki 1952: No calificó - Melbourne 1956: No calificó - Roma 1960: No calificó - Tokio 1964: No calificó - México 1968: No calificó - Múnich 1972: No calificó - Montreal 1976: No calificó - Moscú 1980: No calificó - Los Ángeles 1984: No calificó - Seúl 1988: No calificó - Barcelona 1992: - Atlanta 1996: 7° Lugar - Sídney 2000: No calificó - Atenas 2004: No calificó - Pekín 2008: 6° Lugar - Londres 2012: No calificó - Río 2016: 5° Lugar - Tokio 2020: No calificó - París 2024: No calificó |

### EuroBasket
| EuroBasket |
| --- |
| - 1935: No participó - 1937: No participó - 1939: No participó - 1946: No participó - 1947: No participó - 1949: No participó - 1951: No participó - 1953: No participó - 1955: No participó - 1957: No participó - 1959: No participó - 1961: No participó - 1963: No participó - 1965: No participó - 1967: No participó - 1969: No participó - 1971: No participó - 1973: No participó - 1975: No participó - 1977: No participó - 1979: No participó - 1981: No participó - 1983: No participó - 1985: No participó - 1987: No participó - 1989: No participó - 1991: No participó - 1993: - 1995: - 1997: 11° Lugar - 1999: 9° Lugar - 2001: 7° Lugar - 2003: 11° Lugar - 2005: 7° Lugar - 2007: 6° Lugar - 2009: 6° Lugar - 2011: 13° Lugar - 2013: 4° Lugar - 2015: 9° Lugar - 2017: 10° Lugar - 2022: 12° Lugar - 2025: TBD |

## Palmarés
- Copa Mundial de Baloncesto:
  -  Tercer lugar (1): 1994

- Juegos Olímpicos:
  -  Subcampeón (1): 1992

- EuroBasket:
  -  Tercer lugar (2): 1993, 1995

- Juegos Mediterráneos:
  -   Campeón (1): 2009
  -  Subcampeón (1): 1993